# Feurer (Patrizierfamilie)
Die Familie Feurer (weitere Schreibweisen: Für, Fiur, Fuirer) war ein altes Patriziergeschlecht in Heilbronn und Schwäbisch Hall, welches ursprünglich aus Hall stammte und dort zu den Sieben-Burgen-Geschlechtern gehörte.

## Ursprung des Namens
Die „Sieben Burgen von Hall“ waren nach der Gründungslegende der Reichsstadt Hall die ersten bedeutenden Bauwerke der mittelalterlichen Siedlung. Sie bildeten die Amtssitze der adligen Vorsteher von Ort und Saline, samt deren Wohnungen.
Dies waren:
- die Salzgrafenburg, oder Burg Hall; Sitz des Salzgrafen, inzwischen Standort der Hauptkirche St.Michael.
- die Schultheißenburg; Sitz des Schultheißen
- die Münzmeisterburg; Sitz des Münzmeisters
- die Sulmeisterburg; Sitz des Sulmeisters, dem Aufseher über die Saline.
- die Feurerburg; Sitz des Feurers, dem Aufseher für das Feuerholz der Saline.
- die Keßlerburg; Sitz des Keßlers, dem Aufseher über die Schmiede und Pfannen.
- die Siedersburg; Sitz des Sieders, welcher den Siedknechten vorstand.

Diese Ämter gingen im Laufe der Zeit zu Erb, wurden also von der einen Generation auf die nächste weitervermacht. Aus den ursprünglichen Amtstiteln wurden Familiennamen der jeweiligen Amtsinhaber. Lediglich die früheren Salzgrafen nannten sich, davon abweichend, von Hall.
Die Namensträger und Nachkommen dieser Familien  galten als die Urgeschlechter des Haller Patriziats und wurden als die Sieben-Burgen-Geschlechter bezeichnet.
Ein Berchthold Feurer war 1415 Schultheiß zu Hall.

## Feurer in Heilbronn
Die Familie ist in Heilbronn bereits im frühen 14. Jahrhundert nachgewiesen. Ihr Wappen zeigte in Schild und Helmzier ein Einhorn, das jeweils mittig einen Farbwechsel durchläuft. Der bedeutendste frühe Vertreter ist der Heilbronner Bürgermeister Conrad Feurer († 1323), dessen Witwe und Kinder den Leonhardsaltar in der Heilbronner Kilianskirche stifteten. Unter den Kindern waren Heinrich und Konrad sowie deren Vetter Hans städtische Richter in Heilbronn. Ein Hans Feurer hatte 1395 Lehen des Grafen Eberhard der Greiner in Neipperg und nannte sich nach dem Ort. Die Feurer bildeten im 14. Jahrhundert gemeinsam mit den Erer, Gebwin, Lämlin, Lutwin und Wigmar den Kern des Heilbronner Meliorats.

## Bekannte Vertreter
- Conrad Feurer († 1323), Bürgermeister der Reichsstadt Heilbronn
- Peter Feurer († 1553), Bürgermeister der Reichsstadt Heilbronn
- Wolf Feurer († 1557) Bürgermeister der Reichsstadt Heilbronn